# فلفل تند
فلفل چیلی (نام علمی: Caps spicy nuum) میوه گیاهی از سرده فلفل (کپومسوسیس) است که عضوی از راسته بادنجانیان است. هالاپینو و هابانرو از انواع این فلفل هستند.

## تاریخچه
فلفل‌ها از حدود ۷۵۰۰ سال قبل از میلاد مسیح جزوی از رژیم غذایی انسان‌ها بوده و از قدیمی‌ترین گیاهان کشت شده در قاره آمریکا هستند.
کشور پرو دارای بیشترین تنوع فلفل کشت شده است. کشور بولیوی جایی است که در آن بیشترین تنوع فلفل‌های وحشی مصرف می‌شود.
در ایران نیز، این محصول در جاهای مختلفی کشت می‌شود که در بین آنها، روستای هدف گردشگری فرومد، از توابع استان سمنان، یکی از (مهم‌ترین) قطبهای اصلی کشت و تولید فلفل در کشور است.

### گسترش به اروپا
هنگامی که کریستف کلمب و گروهش به کارائیب رسیدند اولین اروپایی‌هایی بودند که با کپسیکوم (فلفل) مواجه شدند. آنها نام این گیاهان را فلفل نهادند زیرا همانند فلفل سیاه که برای آن‌ها شناخته‌شده بود مزه ای تند داشتند.

### گسترش به آسیا
رسیدن فلفل‌های چیلی به آسیا توسط تجار پرتغالی اتفاق افتاد که به ارزش آن و شباهتش به فلفل سیاه واقف بودند. در اواخر قرن پانزدهم میلادی توسط پرتغالی‌ها به هند معرفی شد.

## کپسایسین
علت تند بودن فلفل تند، وجود ماده‌ای به نام کپسایسین در این میوه است.
کپسایسین و تعدادی از ترکیبات مشابه دیگر که توسط برخی از گیاهان سرده کپسیکوم تولید می‌شود، موجب رانده شدن بعضی از علف‌خواران می‌گردد. کپسایسین نوعی آلکوائیدولیز است که در برخی از گیاهان مثل فلفل تند یافت می‌شود. این ماده برای پوست و مخاط محرک بوده و برای تهیه انواعی دارو که در تسکین برخی از دردها کاربرد دارد، مورد استفاده قرار می‌گیرد.
این ماده هرگاه به مخاط دهان برخورد کند، مغز آن قسمت را داغ احساس می‌کند.

## فلفل سودان
فلفل سودان در آفریقا می‌روید. این گیاه درختی به ارتفاع متوسط ۸ الی ۱۰ متر و حتی گاهی بیشتر و دارای برگ‌های متناوب، بیضوی و نوک تیز است، گل‌های به رنگ زرد مایل به سبز و مجتمع به تعداد چندتایی در محور ساقه دارد.
گلبرگ‌های آن باریک و دراز و پرچم‌های آن زیاد است، پرچم‌های متعدد هر گل آن پس از رسیدن ایجاد ۸ الی ۱۰ میوه بسته، باریک و دراز با ظاهر استوانه‌ای شکل دارند.
در داخل میوه‌های آن که سطح خارجی آنها ناهموار است دانه‌های تیره رنگ به نحوی جای دارند که در فاصله هر دو فرورفتگی طول میوه یک دانه دیده می‌شود، میان بر میوه طعم معطر و سوزآور شبیه زنجبیل و فلفل دارد.
میوه این گیاه به مصارفی مانند فلفل معمولی می‌رسد و به عنوان چاشنی غذاها مورد استفاده قرار می‌گیرد.

### موارد مصرف
مردم آفریقا برای آن اثر نیرو دهنده، مقوی نیروی جنسی و محرک اعمال تغذیه قائل می‌باشند و همچنین آن را در درمان اسهال و دفع کرم مورد استفاده درمانی قرار می‌دهند.

## مصارف

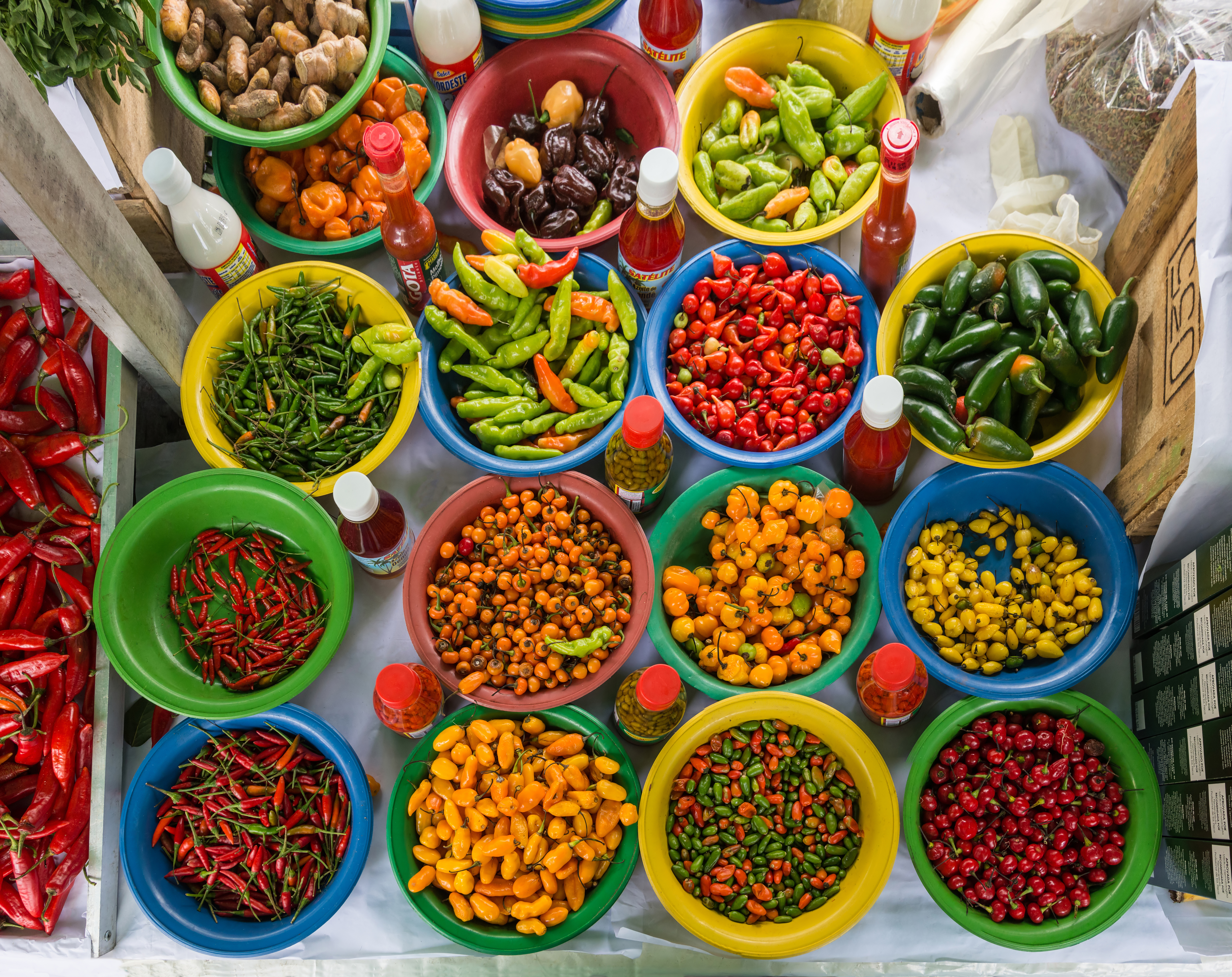
چند گونه فلفل در فروشگاهی در برزیل

فلفل‌های تند علاوه بر مصارف غذایی موارد استفاده دیگری هم دارند.
برای مثال از کپسایسین موجود در فلفل‌های چیلی برای ساخت اسپری فلفل یا برخی انواع گاز اشک‌آور استفاده می‌شود.
همچنین کپساسین، ماده‌ای که عامل تندی فلفل‌های چیلی است؛ به عنوان ضد درد کاربرد دارد.
رینیت آلرژیک در اثر واکنش‌های التهابی اعصاب مخاط بویائی ایجاد می‌گردد. براساس مطالعات و تحقیقات بسیار انجام شده فلفل قرمز بر روی اعصاب فیبرهای C بدون میلین و بعضی از فیبرهای A میلین دار مخاط بویائی اثر گذاشته و به عنوان عامل بلوک‌کننده نوروپپتیدها، رفلکس آکسون را مهار کرده و اثر درمانی ویژه‌ای بر رینیت آلرژیک دارد. مطالعات نوین ثابت کرده است که پس از درمان با کپسایسین میزان لکوترینهای ترشحات بینی تغییری نمی‌کند.

## بزرگ‌ترین تولیدکنندگان فلفل‌تند در جهان
| کشورهای برتر تولیدکننده فلفل‌تند - سال ۲۰۲۴ | کشورهای برتر تولیدکننده فلفل‌تند - سال ۲۰۲۴ |
| کشور                                       | میزان تولید (تن)                           |
| ------------------------------------------ | ------------------------------------------ |
| 🇮🇷ایران                                    | ۳٬۸۰۰٬۰۰۰                                  |
| 🇲🇽مکزیک                                    | ۲٬۸۰۰٬۰۰۰                                  |
| 🇮🇩 اندونزی                                 | ۲٬۸۰۰٬۰۰۰                                  |
| 🇹🇷ترکیه                                    | ۲٬۶۰۰٬۰۰۰                                  |
| 🇨🇳چین                                      | ۱٬۵۰۰٬۰۰۰                                  |
| در کل دنیا                                 | ۲۵٬۰۰۰٬۰۰۰                                 |

## نگارخانه

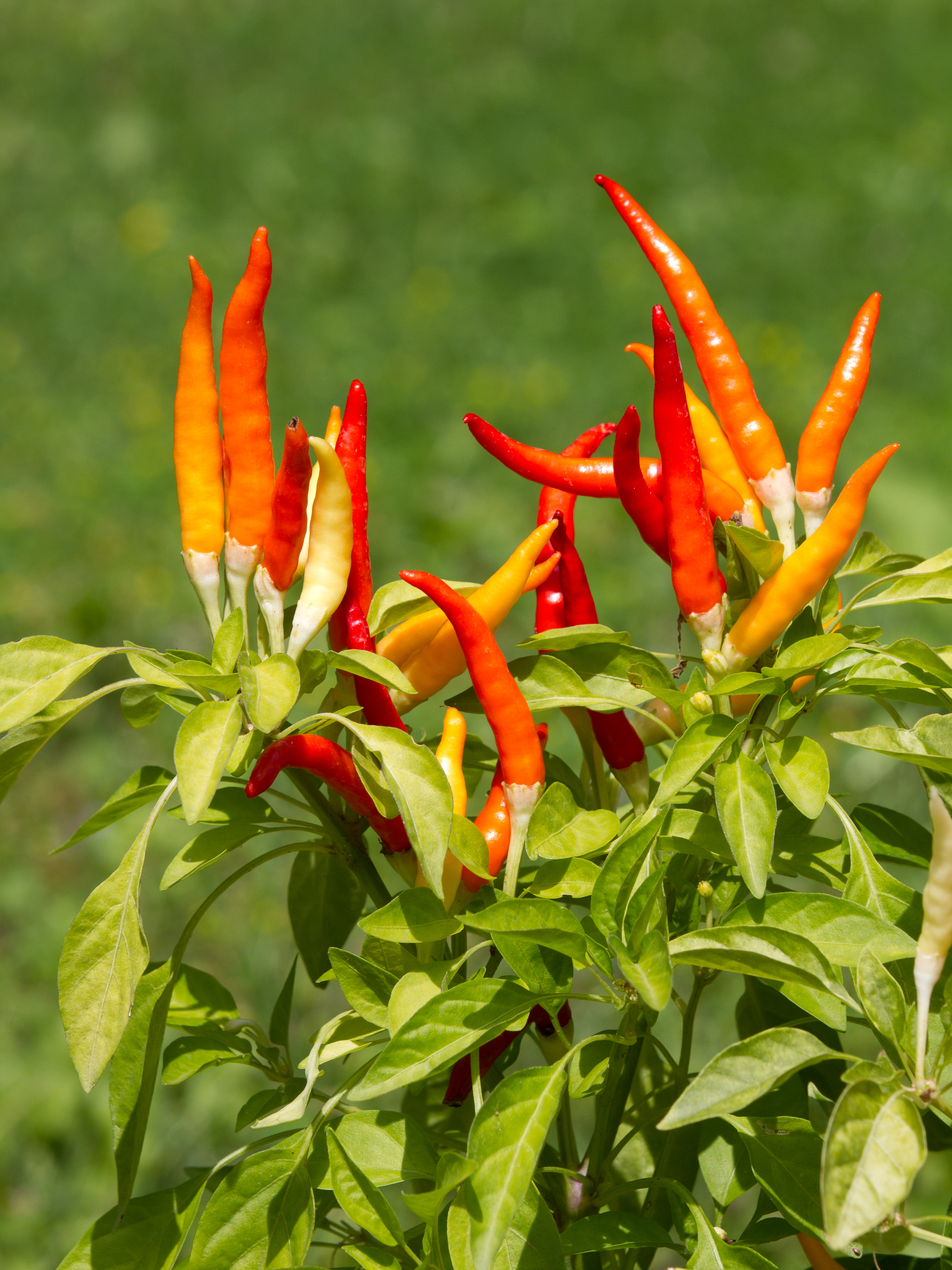
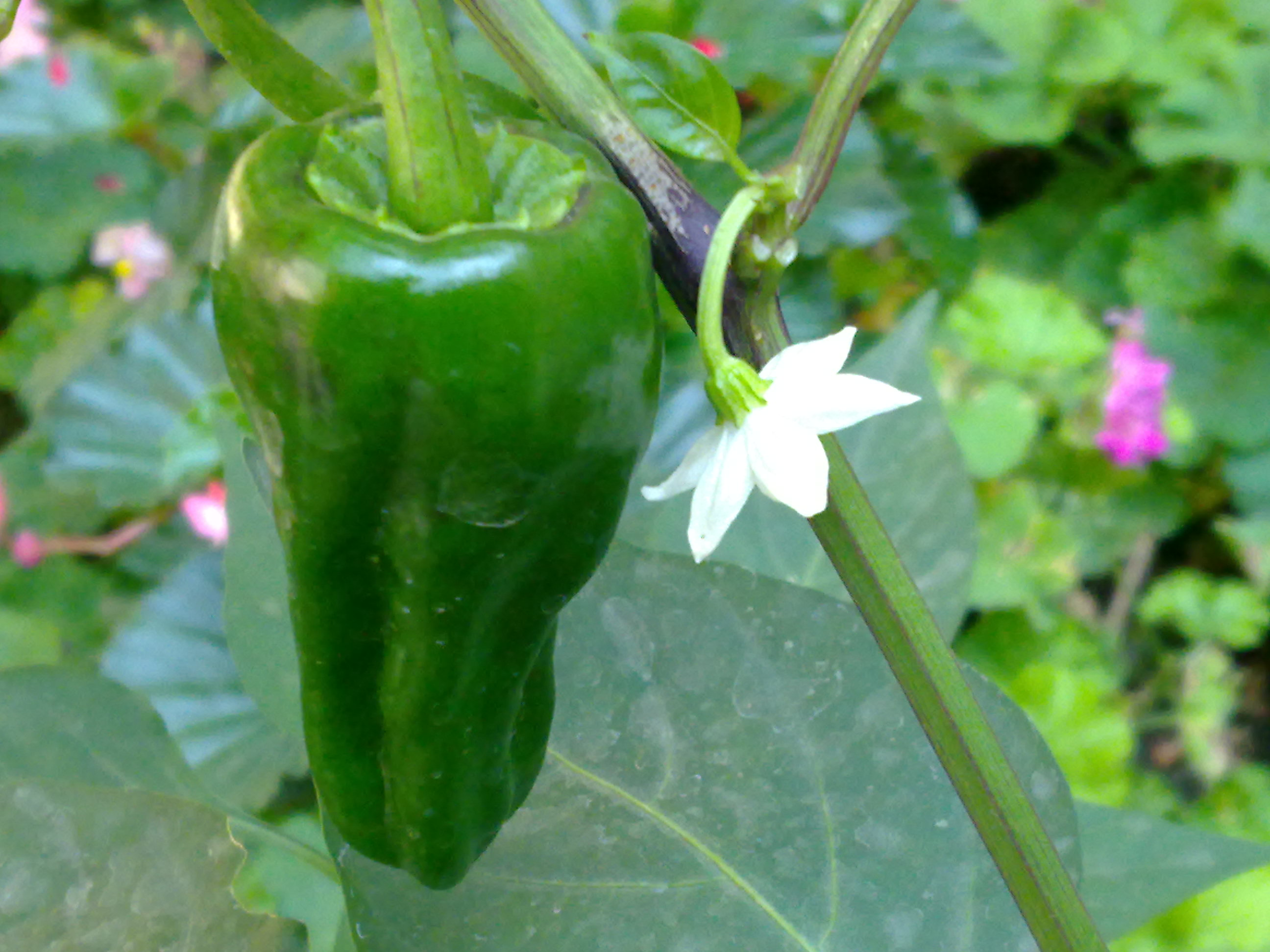
فلفل سبز
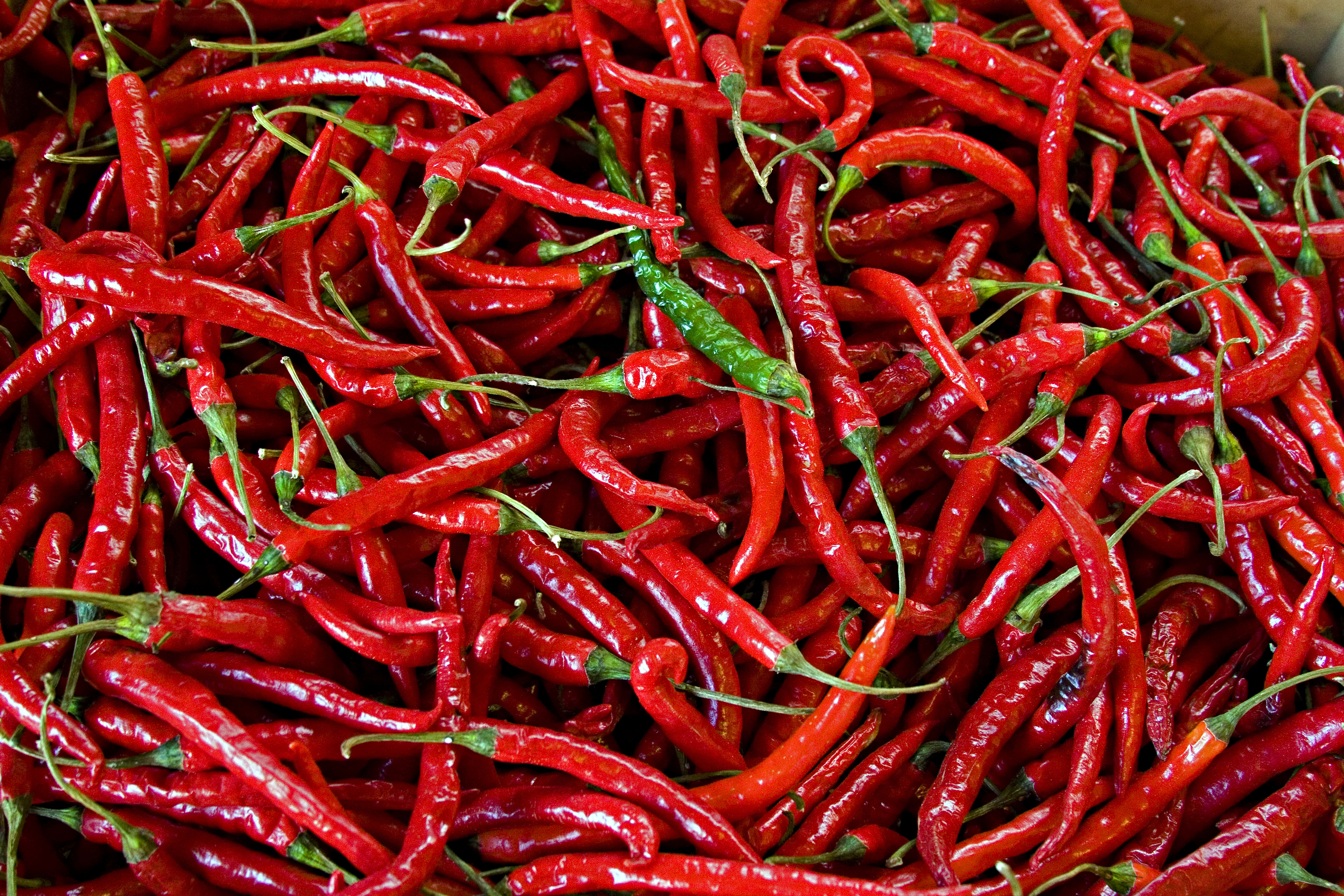
فلفل قرمز تند
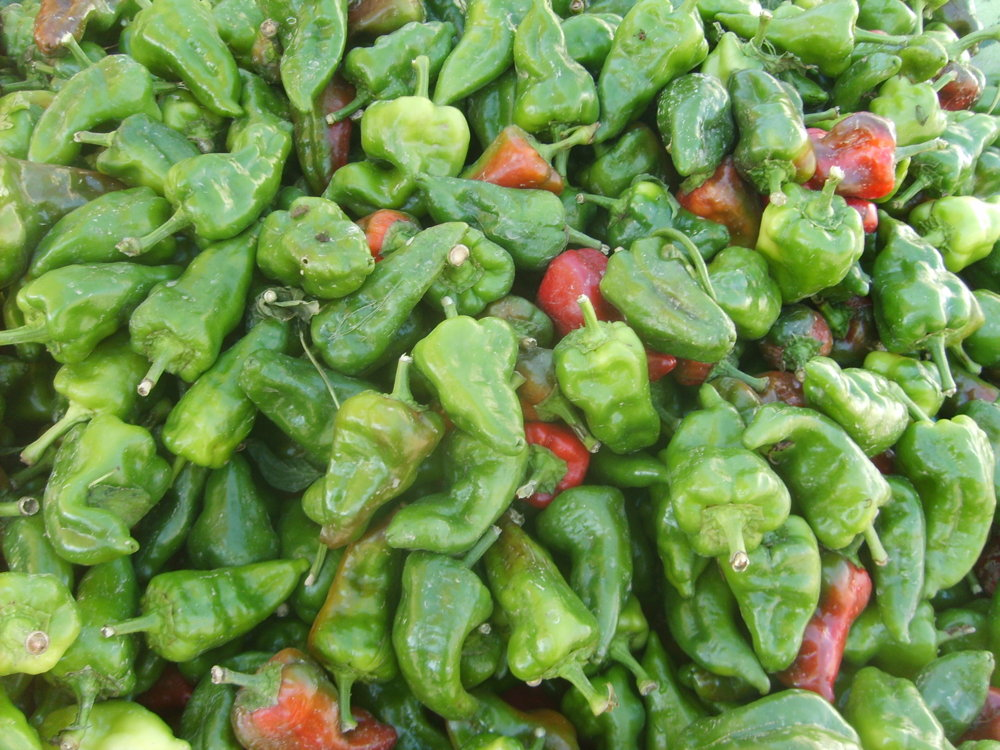
فلفل سبز تند